# تاريخ المأكولات البحرية

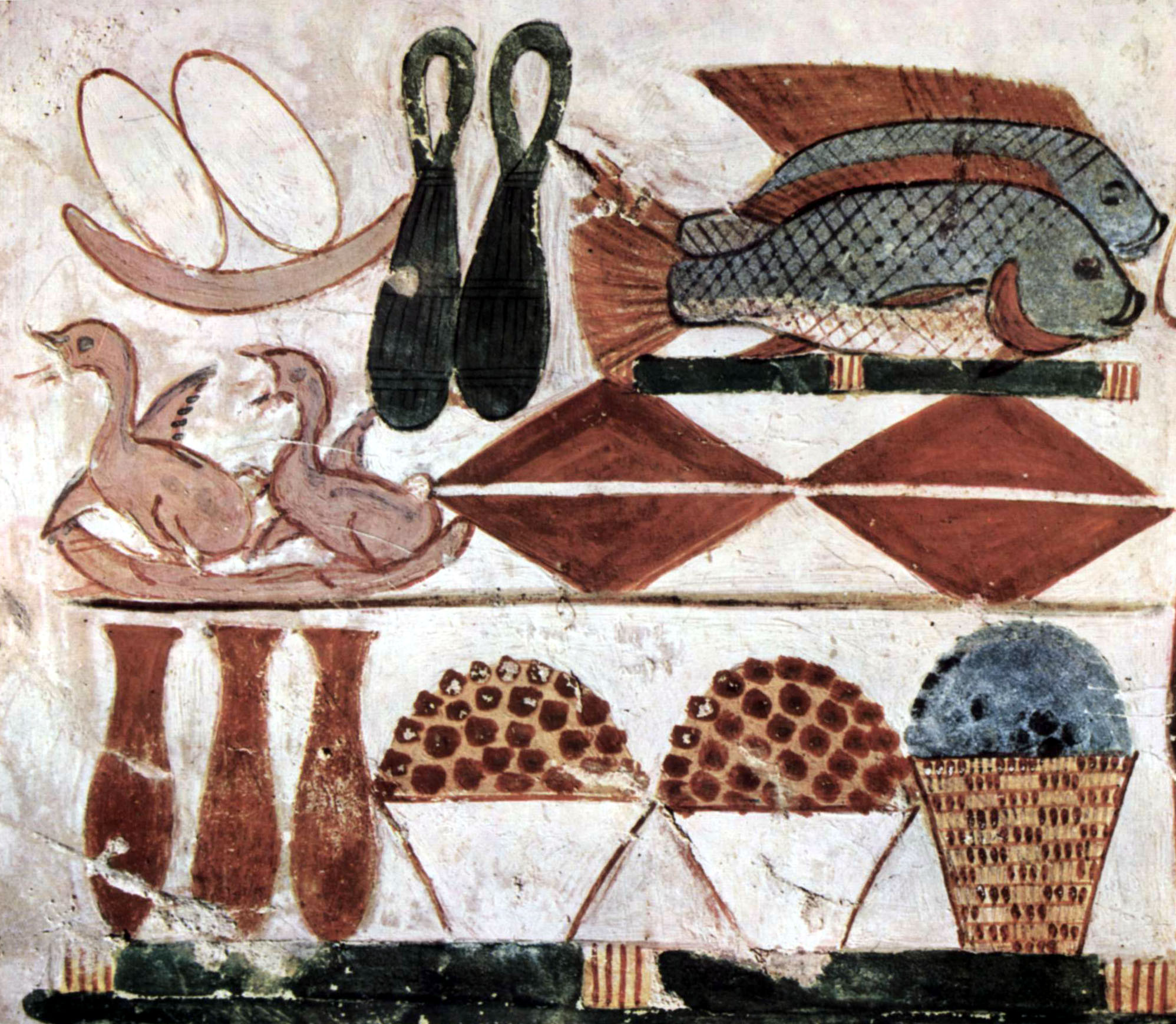
الأطعمة المختلفة التي تم تصويرها في غرفة الدفن المصرية، بما في ذلك الأسماك، ج. 1400 قبل الميلاد

يُعد حصاد واستهلاك المأكولات البحرية من الممارسات القديمة التي تعود إلى العصر الحجري القديم والذي يعود تاريخه ما بين 50,000 و10,000 سنة مضت. [بحاجة لمصدر] وقد أَظهر التحليل النظائري لبقايا الهيكل العظمي لرجل تيانيوان، وهو إنسان حديث عمره 40 ألف عام من شرق آسيا، أنه كان يستهلك أسماك المياه العذبة بانتظام. ظهر سمات علم الآثار مثل الأصداف  وعظام الأسماك المهملة ورسوم الكهوف أن الأطعمة البحرية كانت مهمة للبقاء على قيد الحياة واسُتهلكت بكميات كبيرة. خلال هذه الفترة عاش معظم الناس أسلوب حياة يعتمد على الصيد والجمع وكانوا –بالضرورة- في حالة تنقل مستمر.  ومع ذلك، توجد أمثلة مبكرة للمستوطنات الدائمة (وإن لم تكن بالضرورة مأهولة بشكل دائم)، فإنها ترتبط دائمًا بصيد الأسماك باعتبارها مصدرًا رئيسيًا للغذاء. كان نهر النيل القديم مليئاً بالأسماك. كانت الأسماك الطازجة والمجففة غذاءً أساسياً لكثير من السكان. امتلكَ المصريون أدوات وطرقًا للصيد وهي موضحة في مشاهد القبور والرسومات ووثائق البردي تلمح بعض التمثيلات إلى أن صيد الأسماك حدث على أنه هواية.

## شعوب حوض المتوسط
أكل الإسرائيليون مجموعة متنوعة من أسماك المياه العذبة والمالحة، وفقًا للأدلة الأثرية والنصية. عُثرَ على بقايا أسماك المياه العذبة في نهر العوجا ونهر الأردن وبحيرة طبريا في الحفريات، وقد شملت أسماك القديس بطرس ومربي الفم. وضمت أسماك المياه المالحة المكتشفة في الحفريات الدنيس، والهامور، واللوت، والبوري. يأتي معظمها من البحر الأبيض المتوسط. ولكن في أثناء العصر الحديدي المتأخر، أتى بعضها من البحر الأحمر.   زوَّد الصيادون المجتمعات الداخلية بالأسماك، اكتشِفت بقايا الأسماك، بما في ذلك العظام والحراشف، في العديد من المواقع الداخلية. لحفظها للنقل، أولاً قاموا بتدخين الأسماك أو تجفيفها وتمليحها. وقد استورد التجار الأسماك، أحيانًا من مناطق بعيدة حتى مصر، فقد كان البطارخ المخلل سلعة للتصدير. عُثرَ على بقايا من سمك الفرخ النيلي من مصر، وكان يجب أن يجري تدخينها أو تجفيفها، قبل استيرادها من خلال شبكة التجارة التي كانت تربط مجتمعات الشرق الأدنى القديمة. كان التجار يشحنون الأسماك إلى القدس ومن الواضح أنه كانت هناك تجارة كبيرة في الأسماك، كان أحد أبواب القدس يسمى باب السمك، الذي سمي على اسم سوق السمك القريب. مُلحت وجُففت منتجات الأسماك وأُرسلت لمسافات طويلة خلال مملكتي إسرائيل ويهوذا. ومع ذلك، حتى في الفترات الفارسية واليونانية والرومانية اللاحقة، اعتُقد أن التكلفة الباهظة لحفظ الأسماك ونقلها لم يتحمّلها إلا السكان الأكثر ثراءً في بلدان المرتفعات ومُدنها، أو أولئك الذين يعيشون بالقرب من المصادر، حيث كانت أقل تكلفة.
فيما نشطت تجارة الأسماك على شواطئ جنوب شرق البحر الأبيض المتوسط بين الشعوب التي سبقت بني إسرائيل. يأتي هذا الاستنتاج بعد تحليل 100 أسنان سمكة تم العثور عليها في مواقع أثرية مختلفة في جنوب شرق المتوسط. من أنواعها الدنيس البحري الذي تم اصطياده في بحيرة البردويل وتم نقله من مصر إلى مواقع في جنوب بلاد الشام. استمر نقل الأسماك هذا لمدة 2000 عام تقريبا. وتشير الدراسات إلى تداول أسماك مثل سمك بياض نيلي، بين مصر وكنعان منذ أكثر من 5000 عام.

## اليونان القديمة:
كان تمثيل مشاهد الصيد في الثقافة اليونانية القديمة نادراً، ما عكس الوضع الاجتماعي المتدني لصيد الأسماك. اختلف استهلاك الأسماك وفقًا لثروة الأسرة وموقعها. في الجزر اليونانية وعلى الساحل، كانت الأسماك الطازجة والمأكولات البحرية (الحبار والأخطبوط والمحار) شائعة. وكانت تؤكل محليًا ولكن غالبًا ما تُنقل إلى الداخل. كان سمك السردين والأنشوجة أجرة عادية لمواطني أثينا. بيعت طازجة، ولكنها مملحة في كثير من الأحيان.  كانت أسماك المياه المالحة الشائعة التونة ذات الزعانف الصفراء، والبوري الأحمر، والراي، وسمك أبو سيف أو الحفش، وهي طعام شهي يؤكل مملحًا. ومن أسماك المياه العذبة الأخرى سمك البايك والكارب وسمك السلور الأقل رواجًا.
في الإسلام، تسمح المدارس الشافعية والمالكية والحنابلة بأكل المحار، في حين لا يسمح المذهب الحنفي بذلك في الإسلام السني. ولا تسمح المدرسة الشيعية (الجعفرية) أيضًا بذلك. تحظر القوانين اليهودية في كشروت أكل المحار والأنقليس. وفقًا لنسخة الملك جيمس للكتاب المقدس، لا بأس بأكل الأسماك الزعنفية، لكن المحار والثعابين مكروهة ولا ينبغي أكلها. منذ العصور القديمة، حظرت الكنيسة الكاثوليكية أكل اللحوم والبيض ومنتجات الألبان في أوقات معينة. جادل توماس أكويناس بأن هذا يحقق متعة أكبر كطعام [من الأسماك]، وتغذية أكبر لجسم الإنسان، بحيث ينتج عن استهلاكها فائض أكبر متاح للمادة الأساسية، والتي تصبح حافزًا كبيرًا للشهوة عندما تكون وفيرة.